# Ryssugn

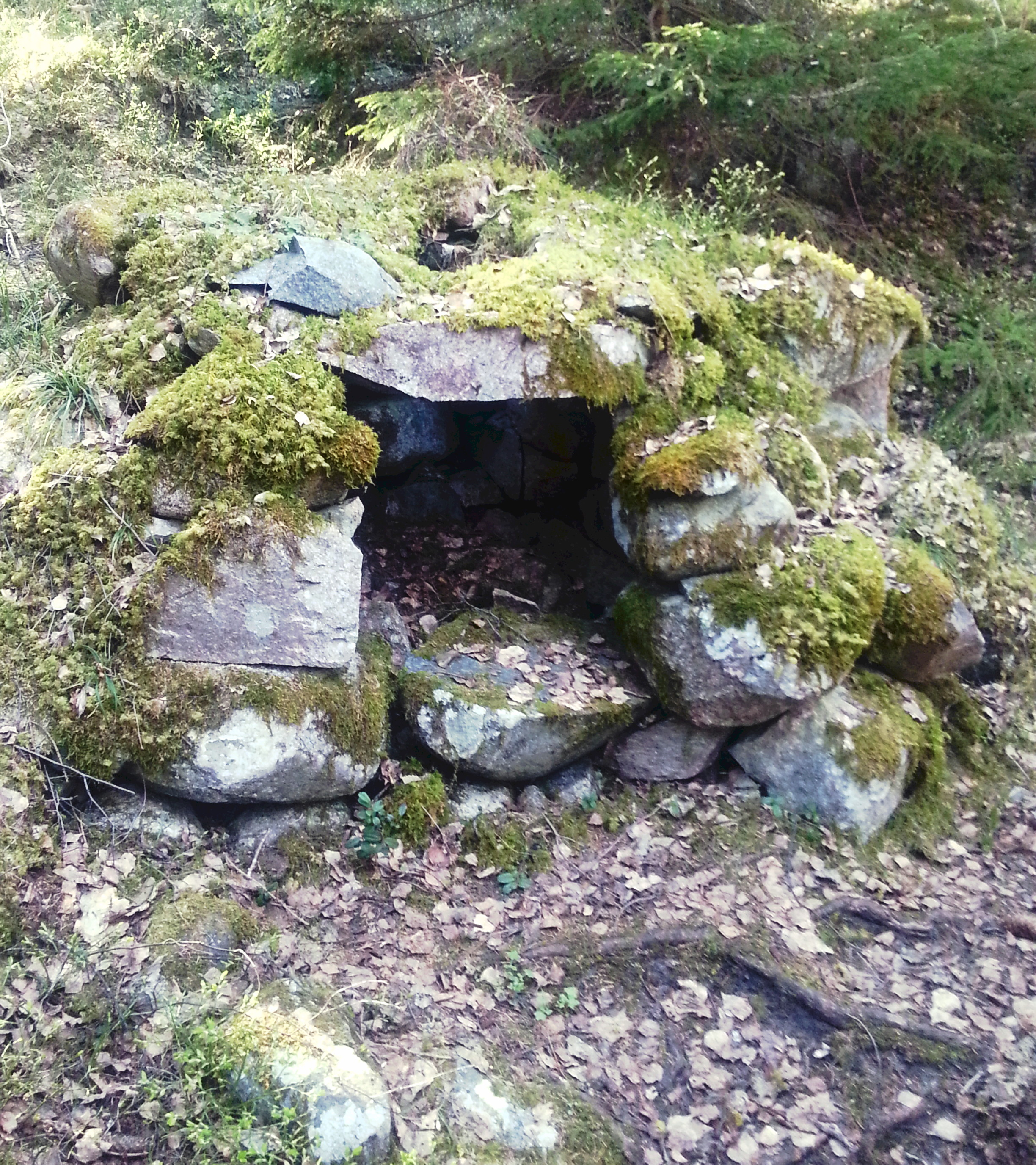
Ryssugn från 1719 på Gällnö,
.

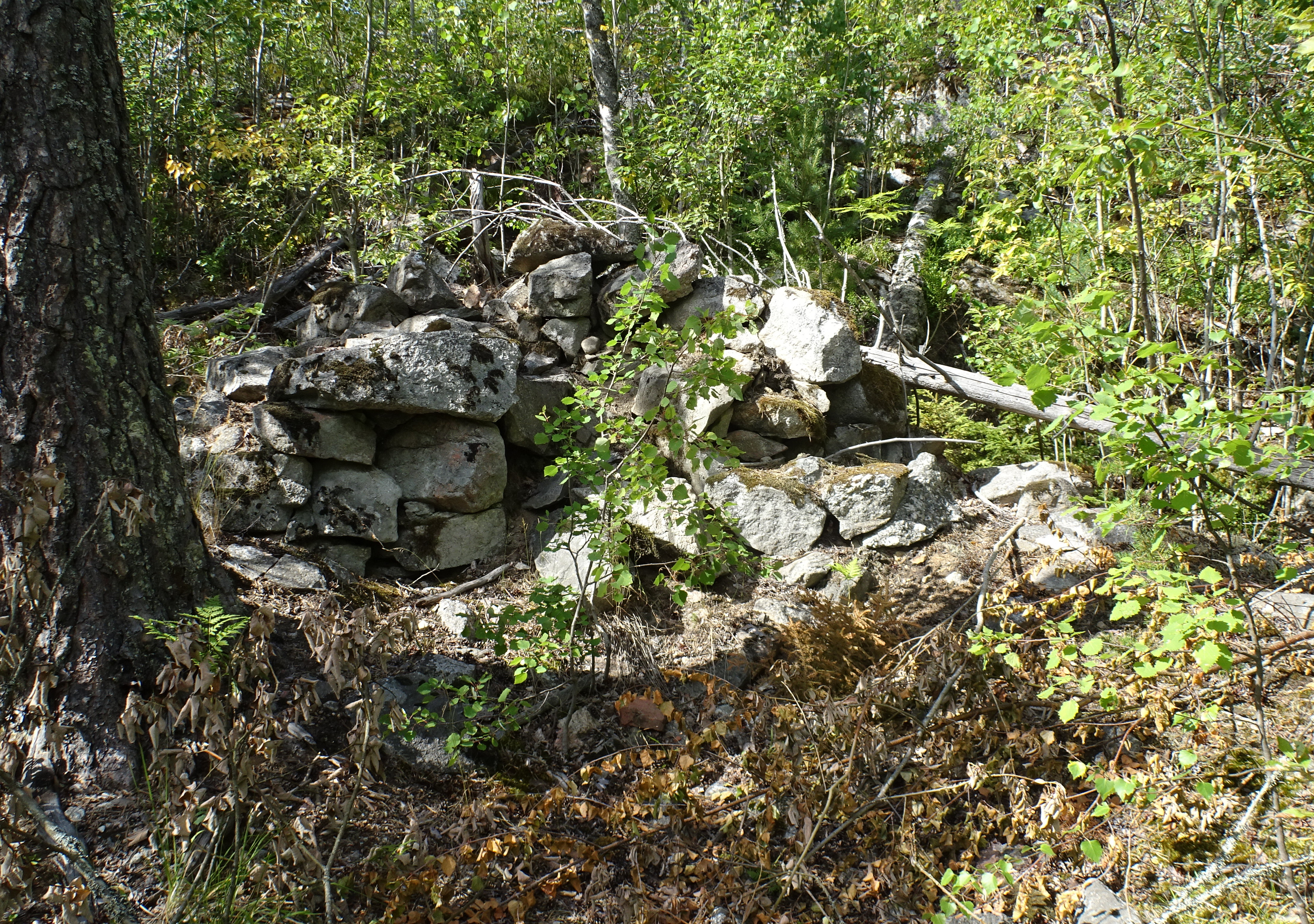
Ryssugnen i Tyresta nationalpark,
.

Ryssugn är en enkel, kallmurad stenugn för utomhusbruk. Ordet används specifikt för stenugnar som påträffas i havsbandet.
Traditionellt anses dessa ugnar vara anlagda av ryssar i samband med kriget i 1700-talets början. I Stockholms skärgård finns sådana lämningar på ett flertal ställen, bland annat i stort antal på Utö och Rånö. Omkring 400 stycken har hittats i Stockholms län. Enstaka ryssugnar som påträffats längre in i landet vilket då skulle kunna visa hur långt de främmande trupperna trängde in. En ryssugn finns söder om Stensjön i Tyresta nationalpark, flera kilometer från havet. Det är inte uteslutet att den antingen är anlagd av en förlupen ryss eller av traktens skogsarbetare. I ugnarna bakades, enligt traditionen om rysshärjningarna, "det mörka ryska brödet". 
Det som talar för att ugnarna byggts av den ryska invasionstyrkan är att de följer ryska arméns rörelser under rysshärjningarna 1719, att de kallas just ryssugnar och att inget annat användningsområde är känt. 
Det som talar emot är att de återanvänts ett flertal gånger, med tillräcklig lång tid emellan för att kyla stenarna och det orimliga i att ryssarna skulle kunna anlägga så många, samt att skärgårdsbefolkningen ofta använde ordet "ryss" som ett prefix för olika lämningar i skärgården. Det är möjligt att ryssarna både byggde egna ugnar och använde redan befintliga ugnar från en äldre skärgårdskultur, samt att de vid senare tillfällen åter nyttjade dessa ugnar.
Ryska trupper har vistats i Sverige vid andra tillfällen. och kan då ha nyttjat ugnarna igen. Bland annat var ryska trupper förlagda i Roslagen under hattarnas ryska krig 1743-44. Gräddö fungerade då som samlingsplats, en kontingent förlades till Frötuna socken, en annan till Östhammar. Även under finska kriget 1809 invaderade en avdelning om 400 ryssar Grisslehamn.
Ryssugnar påträffas också på andra ställen längs Sveriges och Finlands kuster, inklusive Åland. I norr förekommer de ofta tillsammans med tomtningar, en lämningstyp som är betydligt äldre än 1700-talet. Enligt vissa författare har man i dessa ugnarna rökt eller torkat strömming, eftersom den är för fet för att soltorka.  Utredningar och praktiska försök antyder att fisken snarare blir stekt än torkad och att ugnarna lämpar sig bättre för matlagning och brödbak än för konservering. Försöken är inte helt säkerställda och det är möjligt att moderna replikor av ugnarna skiljer sig stort från äldre originalutföranden.